# Clóvis Caesar Gonzaga
Clóvis Caesar Gonzaga (Lages, 6 de setembro de 1944 - Florianópolis, 13 de agosto de 2021) foi um matemático, engenheiro, pesquisador e professor titular brasileiro, atuante nas áreas de otimização matemática e teoria de controle. Foi um dos maiores especialistas do mundo na área de otimização contínua, com interesse em problemas de métodos de pontos interiores. É dele o algoritmo que é o mais eficaz até hoje na resolução de problemas de programação linear. Foi o responsável pelo algoritmo de expansão dos sistemas de transmissão de energia elétrica do Brasil durante a década de 70. Em 1992 publicou o artigo que lhe rendeu o “citation classics award” da SIAM Review pelo artigo mais citado em Matemática e Ciências da Computação escrita por um brasileiro na década de 1990, um dos mais influentes na área de otimização. Foi a primeira pessoa em todo o país a lecionar programação não-linear. Em 2014, foi laureado com o Prêmio Kachiyan, concedido pela INFORMS, o mais prestigiado prêmio do mundo na área de Otimização e Pesquisa Operacional. Membro da Academia Brasileira de Ciências (ABC), da World Academy of Sciences (TWAS), da Society for Industrial and Applied Mathematics (SIAM), também foi  Comendador da Ordem Nacional do Mérito Científico e Grão-Cruz da Ordem Nacional do Mérito Científico. Professor por muitos anos na Universidade Federal do Rio de Janeiro (UFRJ), era professor titular aposentado da Universidade Federal de Santa Catarina (UFSC).

## Biografia
Clóvis Gonzaga nasceu em Lages, Santa Catarina, a 6 de setembro de 1944, filho de Adhemar e Carmen Gonzaga, advogado e professora secundarista, respectivamente. De lá partiu para Joinville, Santa Catarina, onde concluiu o científico. À época, a  Fundição Tupy havia instituído um prêmio: o aluno que tivesse as melhores notas em Matemática, Física, Química e Desenho durante os três anos do científico, aceito em uma escola de engenharia, ganharia uma bolsa de estudos de cinco anos. Conquistou-o e fora admitido ao Instituto Tecnológico de Aeronáutica (ITA), em São José dos Campos, para estudar engenharia. Formou-se engenheiro eletrônico em 1967, com ênfase em controle e servomecanismos. Ingressou em seguida ao COPPE, na Universidade Federal do Rio de Janeiro, em que cursou o mestrado em Engenharia Elétrica sob orientação de Jean Paul Jacob, estudando a redução de problemas de controle ótimo a problemas de programação não-linear. Realizou seu doutorado em  Engenharia de Sistemas e Computação, também no COPPE, quando então desenvolveu um algoritmo para o planejamento da expansão a longo prazo dos sistemas de transmissão de energia brasileiros, usando um ordenamento parcial de nós para poda de caminhos menos promissores com a Teoria dos Grafos. Concluiu este trabalho com apoio financeiro da Eletrobrás e um computador IBM 370 de 256K de memória. O programa gerado a partir de sua tese fora empregado por muitos anos no planejamento de sistemas interconectados brasileiros.
Em 1975 mudou-se para  Berkeley na Califórnia para realizar o seu pós-doutorado sob orientação de Lucien Polak. Lá trabalhou com problemas semi-infinitos, usando conjuntos de corte para resolução de problemas de sistemas de controle. Retornou ao Brasil em seguida e passou a trabalhar com o planejamento operacional de sistemas de energia hidrotermais usando programação dinâmica estocástica. Retorna a Berkeley em 1985 e mantém-se lá até 1987, enquanto leciona controle automático. Em 1992 publica o artigo “Path following methods for linear programming”, um influente artigo na área de otimização, rendendo-lhe um prêmio da SIAM pelo artigo de autoria brasileira com mais citações na década de 90. Em 1993 trabalha com Frédéric Bonnans e Jean-Charles Gilbert na Universidade Técnica de Delft na Holanda. No ano seguinte, muda-se para o sul do Brasil e é admitido ao Departamento de Matemática da Universidade Federal de Santa Catarina.
Morreu em 13 de agosto de 2021 vitimado por câncer de pulmão.